# Pescenio Festo
Pescenio Festo (Pescennius Festus) fue un historiador romano mencionado por Lactancio al hablar de algunos sacrificios humanos que se hacían en Cartago (Instit. 1.21). Lactancio menciona su relato Festus Satura.